# 24時間テレビ28 愛は地球を救う
『24時間テレビ28 「愛は地球を救う」 生きる』（24じかんテレビ28「あいはちきゅうをすくう」 生きる）は、日本テレビにて2005年8月27日（土）18:30 - 8月28日（日）20:54（JST）に生放送された28回目となる『24時間テレビ』である。

## 概要
メインパーソナリティーは当時SMAPメンバーの草彅剛と香取慎吾が、チャリティーマラソンランナーは直後の番組『行列のできる法律相談所』にレギュラー出演していた丸山和也弁護士が担当した。
平均視聴率は19%、瞬間最高視聴率は41.8%と、現在で放送された中で最も高い視聴率を記録している。
これまでのチャリTシャツは山吹色に近い黄色の配色をしていたが、今回からはレモン色に近い配色となった。これまでは1色のみの展開であったが、今回は香取の提案により5色の色展開となった。
エンディングではメインパーソナリティーの草彅・香取に加え、中居正広・木村拓哉・稲垣吾郎の当時SMAPのメンバー5人が勢揃いして、5色のチャリTシャツをそれぞれ着用している。
第15回より毎年『サライ』の大合唱で番組を締めくくるのが恒例であったが、今回はサライの大合唱の後に『世界に一つだけの花』を歌唱して番組を締めくくった。なお、この回のエンディングのスタッフロールは「世界に一つだけの花」の中で流した。
また、この回から『行列』の放送は当番組会場となる日本武道館の道場内で生放送するようになった。

## 出演者

### 総合司会
- 徳光和夫
- 西尾由佳理（日本テレビアナウンサー）

### メインパーソナリティー
- 草彅剛（SMAP）
- 香取慎吾（同上）

### マラソンランナー
- 丸山和也弁護士

### チャリティーサポーター
- キャイ〜ン（ウド鈴木・天野ひろゆき）[3]
- ガレッジセール（川田広樹・ゴリ）
- アンガールズ（田中卓志・山根良顕）
- 磯野貴理子
- 小池栄子
- 菊川怜
- 青木さやか

## 企画・コーナー
SmaSTATION(テレビ朝日制作)とのコラボ中継

### タイムテーブル
| 時間         | コーナー名                                                     |
| ------------ | -------------------------------------------------------------- |
| 27日 18:30 - | グランドオープニング・第1部                                    |
| 27日 18:55 - | 丸山弁護士100kmマラソンスタート                                |
| 27日 19:05 - | グランドオープニング・第2部                                    |
| 27日 19:43 - | スポーツ世界記録に挑戦                                         |
| 27日 19:55 - | 海底に眠る坂本龍馬のお宝を探せ                                 |
| 27日 20:37 - | 限界に挑戦!古賀稔彦100人掛け                                   |
| 27日 20:40 - | キャッチボールがしたい!松井秀喜と少年の“約束”                  |
| 27日 21:15 - | 24時間テレビスペシャルドラマ『小さな運転士 最後の夢』          |
| 27日 23:15 - | なつかしの名番組 夜の同窓会SP・第1部                           |
| 28日 1:05 -  | スポーツうるぐす&NNNニュース                                   |
| 28日 1:17 -  | なつかしの名番組 夜の同窓会SP・第2部                           |
| 28日 5:30 -  |                                                                |
| 28日 5:48 -  | 海底に眠る坂本龍馬のお宝を探せ                                 |
| 28日 6:06 -  |                                                                |
| 28日 6:45 -  | NNNニュース（手話）                                            |
| 28日 6:57 -  |                                                                |
| 28日 8:16 -  | 大山のぶ代の生きるチカラ                                       |
| 28日 8:38 -  | 遥かなる故郷を胸に海のない“オキナワ”に生きる                   |
| 28日 10:22 - | スポーツ世界記録に挑戦                                         |
| 28日 10:45 - | チャレンジ!車いすトライアスロン                                |
| 28日 11:17 - | NNNニュース                                                    |
| 28日 11:27 - | 小さな運転士 もう一つの江ノ電物語                              |
| 28日 12:41 - | 日本代表宮本恒靖と盲目サッカー少年の挑戦                       |
| 28日 13:02 - | 障害を乗り越え仮装大賞にチャレンジ!～仮装!夢のコラボレーション |
| 28日 14:08 - | あなたの街に松平健が!サプライズ・マツケンサンバII              |
| 28日 15:25 - | 盲目の天才ピアニスト～音楽がくれた家族の笑顔                   |
| 28日 16:21 - | 余命半年と言われて…奇跡のフォークシンガー                      |
| 28日 16:59 - | 命がけの処理!菊川怜が見たカンボジア不発弾の村を行く!           |
| 28日 17:24 - | チャリティー笑点                                               |
| 28日 17:53 - | イラクに散った戦場ジャーナリスト～橋田信介さん                 |
| 28日 18:35 - | 地震発生92時間!小さな命を救ったハイパーレスキュー隊全記録      |
| 28日 19:31 - | 長嶋茂雄の生きるチカラ                                         |
| 28日 20:01 - | グランドフィナーレ                                             |

## スタッフ
- 構成：桜井慎一/石塚祐介、岩瀬理恵子、内海譲司、大島新、小野高義、小山賢太郎、佐藤かんじ、関根清貴、ヒロハラノブヒコ、藤井靖大、藤原拓谷、堀江利幸、政宗史子、桝本壮志、三木睦郎、水谷和彦、森和盛
- コンセプト：鈴木おさむ、高瀬真尚

日本武道館
- - TD：杉本裕治、吉田亘、小椋敏宏
  - SW：望月達史、安藤康一、小林宏義、木村博靖
  - カメラ︰水梨潤、工藤恂児、大庭茂嗣、東武志、米田博之、荻野高康、高野信彦、茅野竜徳、吉田健治、鈴木健司、佐藤裕司、木藤和久、鈴木善一、山内剛、門田健、早川智晃、松嶋賢一、日向野崇、福田伸一郎
  - 音声︰渡邊勇二、高木哲郎、加賀金重郎、勝又理行、大浦雅宣、村上正
  - 調整︰菅谷典彦、飯島章夫、三崎美貴、神田洋介、舘野真也、田口徹、尾山直樹
  - 照明：山本智浩、木村裕司
  - 美術デザイナー：塚越千恵、久保玲子
  - 舞台監督：今野公基
  - 装置︰上山隆、四ノ宮克成
  - 電飾︰岩井直樹、伊藤伸郎
  - アクリル装飾︰高木慶太
  - 装飾︰米山幸市
  - 特殊効果︰栗原寛享
  - メイク︰村上静子
  - マルチモニターSWディレクター：天野雅洋、星野隆夫、島袋みさと
  - TK・DSS：中村ひろ子、井﨑綾子、矢島由紀子、桜井えみこ、長谷川和美、田中彩、山際慎子、橋本美幸
  - コーディネーター：内藤智子、渡辺義人、福田浩一郎、金沢明香、仲埜寛子
  - ステージング：土居甫
  - オーディオコーディネーター：鳥飼弘昌
  - 編曲：永作幸男、しかたたかし/たかしまあきひこ
  - 演奏：ガッシュアウト、東京音楽事務所
  - 手話コーラス隊：愛の小鳩事業団 手話コーラス部
  - コーラス：日テレ学院タレントコース/ ミュージッククリエイション、フィジー
  - 歌唱指導：国友よしひろ
  - アシスタント：日本テレビイベントコンパニオン
  - フロアディレクター：舟澤謙二、長谷川賢一、杉岡士朗、氣賀澤宏隆、高橋康之、鈴木豊人、平野進、鈴木淳一、佐々竜太郎、那須太輔、岩崎広樹
  - 演出：原司
  - ディレクター：江成真二、前田直敬、徳永清孝、今井大輔

生きるチカラ
- - ディレクター：浦田祐一郎、山泉貴弘、川本賢一郎、井上伸正、川崎文平、小林周一、川名良和、広江孝吉、大場剛、永井大輔、平野彰子
  - AP：松原紀子、宇都宮優貴子、道下綾子、西沙織
  - プロデューサー：和田隆、松井昂史、小島俊一、安藤優子、日向野明
  - 演出：鈴木守

FAX
- - ディレクター：藤村利晴、佐藤祐史、吉田一浩、栗原憲也、小笠原豪、芝崎孝雄、伊藤航、下田和則
  - AP：斎藤みさ子、千田都
  - プロデューサー：森下泰男
  - 演出：小江翼

大切な言葉をつないで巨大チャリTシャツを作ろう!
- - 協力：ドレスメーカー学院
  - AP：平山美由紀、菅原由芳
  - ディレクター：成田理、宮本哲也、武信考、中川義規、中島祐
  - プロデューサー：中西太、天笠ひろ美、加藤晋也

限界に挑戦!古賀稔彦100人掛け
- - TD：平間良一
  - マイクロTD：高橋一徳
  - カメラ：鈴木康雄
  - 音声：神谷均
  - 調整：田上隆行
  - 美術：高津光一郎
  - ディレクター：宮崎文夫、渡瀬慶吾、酒向真一
  - 制作進行：土生直樹
  - プロデューサー：小幡英司、菅沼和美、光岡裕子
  - 演出・プロデューサー：岩崎泰治

スポーツ世界記録に挑戦
- - 本社技術：坂口裕直、川畑千歳、齊藤久志
  - SW：菊地宏、杉本亮
  - MIXER：山田淳、江川竜也
  - 画面表示：大竹潤一郎、堀江隆臣、窪川直毅
  - ディレクター：鶴田史隆
  - プロデューサー：若月寿朗
  - 演出：伊東修

～幕張メッセ会場～
- - マイクロTD：村田陸彦
  - カメラ：清達彦
  - 音声：菊哲也
  - 調整：髙橋和同
  - 照明：谷田部恵美
  - 美術デザイナー：本田恵子
  - 装置：才原裕二、菊池隼人
  - 協力：幕張メッセ
  - 制作進行：後藤範之、柏木美宏
  - 中継ディレクター：稲垣眞一、笈川真
  - ディレクター：熊谷暁夫、藤永光太郎、岡本和孝、北川俊介

～八王子会場～
- - 中継TD：加藤浩
  - SW：山根寿彦
  - カメラ：青木謙一
  - 音声：大場悟
  - 調整：正井祥二郎
  - モニター：吉邑光司
  - 照明：関仁
  - 美術デザイナー：近藤純子
  - 電飾：小池宏史
  - 協力：帝京大学
  - 制作進行：古城戸利香
  - 中継ディレクター：長田卓也
  - ディレクター：松居哲郎、吉村真人

日本列島ダーツの旅的 全国1億人インタビュー!!
- - ディレクター：小松原正勝、田辺繁郎、元木秀和、加納成人、高木悟、森田隆行、満冨洋隆、三林正典、須藤大介
  - プロデューサー：江尻直孝

キャッチボールがしたい!松井秀喜と少年の“約束”
- - ディレクター：木村拓也、小玉悟、橋元真理
  - プロデューサー：近澤駿

長嶋茂雄がくれた生きるチカラ
- - ディレクター：鈴木孝志
  - プロデューサー：五十嵐貢

盲目サッカー少年真夏の”挑戦”
- - TD：佐治佳一
  - リモサブSW：野平和之
  - MIX：三村浩一
  - 中継技術：エキスプレス
  - マイクロ伝送：読売テレビ
  - ディレクター：如沢大介
  - 中継ディレクター：市川浩崇
  - プロデューサー：伊在井千晴、荻原伸之
  - 演出：下村忠文

明治39年生まれ 99歳現役の園長
- - カメラ：柳ヶ瀬善夫
  - 音声：岡賢治
  - 編集：吉田浩
  - MA：渡部展貴
  - 音効：高取謙
  - ディレクター：中山準士
  - 演出：首藤由紀子
  - プロデューサー：髙松明央

遥かなる故郷を胸に海のない“オキナワ”に生きる
- - カメラ：三浦貴弘、平田守
  - VE：高橋大輔、持田慶泰
  - 編集：日詰しのぶ
  - MA：榊枝一也
  - 音効：吉田比呂樹
  - コーディネーター：原あや、柴野健一
  - リサーチ：下澤由紀子、横山成彦
  - ディレクター：野村正人
  - プロデューサー：高島良子

日産ギャラリースタジアム～歌と笑いの交流戦～
- - 特別協賛：日産自動車
  - TD：吉川均
  - SW：諏訪勝
  - カメラ：八木原輝
  - 音声：渡辺祐一
  - 調整：萩野谷直樹
  - 照明：中瀬有紀
  - ディレクター：大東徹也、河野雄平、廣瀬由紀子
  - プロデューサー：東山将之、河村奈美、菊岡郁枝

笑点
- - TM：古井戸博
  - 照明：蜂谷道雄
  - SW：宮崎和久
  - カメラ：田代義昭
  - 音声：酒井孝
  - 美術デザイナー：磯村英俊
  - 装置：峰崎俊輔
  - 装飾：丸山善之
  - メイク：外山奈津子
  - ディレクター：大畑仁、永井英樹、福島伸次郎
  - フロア：高木裕司、山口裕之
  - プロデューサー：鈴木雅人、飯田達哉、中野留理子

スポーツうるぐす
- - ディレクター：高野子賢一、津郷大吾、高橋和則

告知
- - ディレクター：黄木美奈子、藤森和彦、清野美紀、長岡新
  - プロデューサー：久保田隆

菊川怜inカンボジア 命がけの不発弾処理!
- - カメラ：山本啓太
  - 音声：廣瀬あかり
  - コーディネート：平岡成浩
  - ディレクター：加賀谷健吾
  - プロデューサー：今村みづき
  - 取材協力：日本地雷処理を支援する会

OAダイジェスト
- - ディレクター：服部完英、鈴間広枝、松田つばさ

余命半年と言われて…奇跡のフォークシンガー
- - カメラ：信田将志
  - 演出：小倉宣勇
  - AP：有木弘美
  - 監修：小澤龍太郎

イラク戦場ジャーナリスト・江ノ電ドキュメント
- - 演出：原島雅之
  - プロデューサー：遠藤英幸

小さな命を救ったハイパーレスキュー隊全記録
- - 撮影：五十嵐明
  - 音声：轟成実
  - 照明：四野宮伸恭
  - 編集：荻野崇
  - MA：キムヨンイル
  - 音効：成岡知弘
  - 演出：石原康就
  - プロデューサー：田仲芳幸、福島ツトム

海底に眠る坂本龍馬のお宝を探せ!～伝説の沈没船「いろは丸」大捜索～
- - TM：勝見明久
  - TD：各務裕之
  - SW：蔦佳樹
  - カメラ：米沢充
  - 照明：林健二
  - 水中カメラ：竹内茂、中川隆、荻原浩一
  - 音声：小澤太
  - 音効：花岡英夫
  - TK：恩田明子
  - 協力：水中考古学研究所、軜を愛する会、京都市埋蔵文化財研究所、河野、オーシャンエンジニアリング、エムエー
  - ディレクター：木下仁志、伏貫健介、横山剛輔、渡部都、瀬戸口晃、二神新
  - 中継PD：さとうしゅう
  - プロデューサー：柿田聡
  - 演出：中谷聡

史上最大のマツケンサンバ!3元生中継
～長崎会場～
- - ディレクター：大八木直、小元肇、松田幸樹
  - プロデューサー：寺内壮、大越理央、清千里、武内淳

～愛知会場～
- - ディレクター：山本拓央、大内勝、船戸秀生
  - プロデューサー：藤井秀人、頃未隆之

～武道館～
- - 演出：栗原甚

盲目の少年ピアニスト 武道館コンサート
- - カメラ：岩崎真澄
  - 音効：室加徳彦
  - ディレクター：内田浩
  - 演出：田辺昌邦
  - プロデューサー：渡部祐一

「チャリTシャツ」プロジェクト
- - カメラ：青木芳行
  - 音効：島野高一
  - 編集・MA：アットマーク
  - ディレクター：藤田幸伸
  - プロデューサー：阿部滋子

障害を乗り越え仮装大賞にチャレンジ!～仮装!夢のコラボレーション
- - カメラ：杉寿雄
  - 音効：石橋裕司
  - 美術プロデューサー：高野豊
  - 装置：海老沼浩二
  - 衣裳：桜庭圭三
  - 電飾：清水郁子
  - ディレクター：山本修一、小室圭子
  - プロデューサー：平井秀和
  - 演出・プロデューサー：古野千秋

謎を解け!まさかのエコミステリー
- - ディレクター：磯和伸明、徳永美哲、松谷夢々、須藤拓也
  - 演出：安島隆
  - プロデューサー：長田稔

史上初!動物が天気予報
- - 協力：太郎倶楽部、佐々木動物プロダクション
  - 演出：鴻巣裕司
  - ディレクター：近藤淳、赤坂真一

ペ・ヨンジュン
- - ディレクター：大澤葉子
  - プロデューサー：尼崎昇、中川幸美

あのニュースの主役は今!?
- - ディレクター：田中裕樹、上野真二
  - プロデューサー：山田克也

なつかしの名番組 夜の同窓会スペシャル
- - SW：高梨正利
  - カメラ：山田祐一
  - 音声：太田黒健至
  - VE：飯島友美
  - 照明：内藤晋
  - 美術プロデューサー：林健一
  - 美術デザイナー：小林俊輔
  - 装置：本郷寿樹
  - 装飾：高橋吉彦
  - 特殊効果：平井隆生
  - 持道具：吉田美樹
  - 花飾：柴田正子
  - 衣裳：佐々木皖子
  - 結髪：菊地美抄
  - メイク：糟谷美紀
  - 音効：森山顕仁
  - TK：大岡伸江
  - DSS：生川友美
  - AP：秋丸桃香、近藤照代
  - デスク：川渕惠子
  - ディレクター：上利竜太、古立善之、島田総一郎、中井康二、日野力、山田直樹、小泉浩之、中本訓彦、岩本雅直、山崎勝、尾櫃秀樹
  - 演出：三浦伸介、安彦和弘、武石政人
  - プロデューサー：松崎聡男、牛丸謙壱、小塩佳宏、鈴木希巳江、成瀬広靖

36歳の挑戦!車いすトライアスロン
- - TP：森川卓亮
  - TD：楠元英一
  - 映像プラン：江頭恭二
  - 音声プラン：辻直哉
  - 連絡線：岡田洋一
  - ポイントTD：井ノ口彰樹、大塚英嗣、隅元久、岡部兼隆、古庄剛、入江浩文、伊藤秀雄、北村寿雄、山田洋文
  - 美術デザイナー：熊崎真知子
  - 装置：東谷武文、西日本シミズ
  - 協力：サクラスイミング、アクセスインターナショナル、バラエティクラブジャパン、東京都多摩障害者スポーツセンター、東京都障害者総合スポーツセンター、国立身体障害者リハビリテーションセンター、天草フィルム・コミッション、本渡警察署、熊本県警察本部、三角海上保安部、天草エアライン、滋賀丸石自転車株式会社、JAMIS、ケン・コーポレーション、サウンド九州、本渡市、五和町、苓北町
  - 指導：福元寿夫、三井利仁、千葉雅昭
  - S1コーディネーター：本間千映子、木下昌洋
  - 警備：小山真一
  - AP：石川京子、田代栄治、岡野芳子
  - ディレクター：中澤洋貴、平野真一、長瀬久司、笠原保志、真木健一郎、六車長治、川久保貴之、高畑伸彦、大嶽一豪、南川尚人、井出哲人、松田奈緒、春野光紀、平川由紀子
  - プロデューサー：松本浩明、竹村薫、富永芳宏
  - 演出：中西健、米澤敏克

丸山弁護士59歳 24時間マラソン
- - TD：鎌倉和由、田村好彦、内田幹夫、石坂忠義、大槻喜洋
  - SW：内海秀樹
  - 調整：小野敏之
  - 照明：小笠原雅登
  - カメラ：黒木貴博、清野理、高橋尚志
  - 音声：宮木毅、高瀬敦也、大竹弘一
  - ヘリコプター：大場直樹、小林武親
  - ENG：松丸明夫
  - ドライバー：植草勝英、吉田有希
  - 美術デザイナー：大倉聡明
  - 装置：田村佳久
  - 電飾：池田大介
  - 特殊効果：大宮敏明
  - GPS：前川泰徳
  - CVセンター：遠山広
  - マラソンコーディネーター：坂本雄次、村嶋芳樹、中川修一、三笘育
  - 制作進行：石井希和、田口美和子
  - コーディネーター：武末大作、田辺渉
  - ディレクター：岩佐直樹、廣木克、小川明人、高野透矢、山口博之、田澤実、植木光雄、馬杉光
  - プロデューサー：糸井聖一、川邊哲也、阿河朋子、相川弘隆

24時間テレビ28
- 技術統括：福王寺貴之
- 美術統括：中原晃一
- 広報：一杉早智、村上淳一
- リサーチ：今別府亮、堀内さつき、羽柴千晶、亀倉文太、犬山智香子、高橋勝喜、市澤昭彦
- 音楽効果：小川彦一、村上義行、吉田茂、見浪史郎、金沢裕一、橋本いづみ
- VTR︰高村治延
- SDC・SOC︰石渡敏幸、山本聡一、月城徳守
- CVセンター︰竹内祐介、片山美樹
- マスター︰中鉢加奈子、須加知也、落合俊輔、杉本智哉
- 放送進行︰鈴木啓祐、戸田聖一郎、芦川剛史、立川浩章
- 回線ブッキング︰秋元悠子、増澤鉄平
- 電話回線設備︰山崎行雄、尾崎延雄、浅川彦四郎、近藤鉄夫
- 編成：柴田裕次郎、鬼丸尚
- 営業：八木元、清水美菜子、李英宜
- CM進行︰水野葉子、定松亜紀、井口明生
- 技術協力：日本テレビアート、NTV映像センター、日本テレビビデオ、タムコ、共立、バンセイ、千代田ビデオ、朝日航洋、田中電気、日本有線テレビ、ジャパンテレビ、明光セレクト、日放、東京音研、MIDGET、さがみエンヂニアリング、トムキャット、日本テレビワーク24、カスト、ヌーベルバーグ、三穂電機、エキスプレス
- 制作協力：アイファクトリー、IVSテレビ制作、アガサス、安寿、いまじん、いまじんP&R、NTV映像センター、えすと、ncv、Fプロジェクト、オフィスぼくら、CRネクサス、ZION、ザ・ワークス、三城、ジーワン、ZIPPY、スタッフラビ、ゼブラゾーン、創輝、高木商店、TV.SION、日企、日本テレビエンタープライズ、FACT、フォーミュレーション、フォルミカ、FOLCOM、ブームアップ、マイプラン、メディアネットワーク、モスキート、ユニオン映画、ライターズ・オフィス、ランナーズウェルネス、リュウ・エンタープライズ
- 「24時間テレビ」チャリティー委員会事務局：神成尚亮（事務局長）/広沢みどり、三宅真実子、直塚弘二朗、伊藤喜三郎、中島尚子、野村洋二、中村友美/全国のボランティアの皆さん、ボランティア東京委員会、草の根チャリティーネットワーク
- 警備本部：松本正樹、小松伸生、高島修/奴賀正美、菅家俊久

S1サブ放送本部
- - TD：土屋隆、山口裕司
  - 調整：矢込宏敬、小澤郁彌、山口孝志、石野太一
  - 音声︰大越克人、鈴木詳司、笹川秀男、清水秀明、小境健太郎、吉田航、山口直樹、中島和真
  - SW：江村多加司、村松明、加賀屋博史、岩本茂
  - TK・DSS：居波初子、山沢啓子、鈴木リサ、長坂真由美、赤﨑洋子、田中あや、竹島祐子、山下裕子、丸山茜、山岸由佳
  - UVコーディネーション：大内達夫、田中真二、大井啓之、佐々木宏帆、横山長生、中島幸一、冨永倫子、長浜和久、星芳宏
  - マルチSW：高安彰、藤井純、瀬霜猛夫
  - 技術コーディネート：小野隆史、安彦真利江、上田知洋
  - ディレクター：横山裕康、宮本誠臣、伴在正行、高橋直樹、福田逸平太、森浩一

S4サブ放送本部
- - SW：三井隆裕
  - MIX：鈴木佳一、今野健
  - VE：斎藤孝行、鈴木昭博
- 制作進行：川上トリオ、藤島繭美、松田敦子/東原祐子、斉藤寿
- エグゼグティブディレクター：神戸文彦、五味一男
- プロデューサー：松岡至/宮本修二、小澤太郎、藤井淳、瀬戸口正克、上田識喜、下田明宏
- 演出：福士睦、三觜雅人、納富隆治/斎藤政憲、瓜生健
- 総合演出：髙橋利之
- チーフプロデューサー：梅原幹/吉川圭三
- 制作：桜田和之、小湊義房、城朋子、丸山公夫
- 制作指揮：渡辺弘
- 製作著作：日本テレビ

## 関連番組
- 行列のできる法律相談所
- 謎を解け!まさかのミステリー